# برانکوو
برانکوو (به لهستانی:  Branków) یک روستا در لهستان است که در گمینا وارکا واقع شده‌است. برانکوو ۲۶۰ نفر جمعیت دارد.